# Somatidia pulchella
Somatidia pulchella is een keversoort uit de familie van de boktorren (Cerambycidae). De wetenschappelijke naam van de soort werd voor het eerst geldig gepubliceerd in 1889 door Arthur Sidney Olliff. De soort werd ontdekt op Lord Howe-eiland bij de top van Mount Ledgbird op een hoogte van ca. 800 meter.